# Douy-la-Ramée
Douy-la-Ramée település Franciaországban, Seine-et-Marne megyében. Lakosainak száma 388 fő (2022. január 1.). Douy-la-Ramée Oissery, Puisieux, Brégy, Forfry és Marcilly községekkel határos.

## Népesség
A település népességének változása:
| Lakosok száma | 320  | 322  | 330  | 325  | 347  | 367  | 374  | 381  | 388  |
|               | 2013 | 2015 | 2016 | 2017 | 2018 | 2019 | 2020 | 2021 | 2022 |